# Analecta Hymnica Graeca
Analecta Hymnica Graeca (сокращённо — AHG) — антология византийских гимнографических сочинений в 12 томах. Идея создания данного сборника возникла в 1958 году на XI Международном конгрессе византинистов. Издание вышло в 1966—1983 годы, общее руководство работой над ним осуществил Дж. Скиро. Участие в подготовке издания приняли Институт византийских и поствизантийских исследований (Венеция) и филологический факультет Римского университета.
В антологию включены каноны на дни памяти святых и праздники церковного года, известные по рукописным минеям южноитальянского происхождения, которые не входят в печатные служебные Минеи. При работе над сборником были использованы 610 рукописных кодексов из книгохранилищ Гроттаферраты, Мессины, Ватикана, Афона. Большинство канонов принадлежат известным византийским гимнографам (Андрей Критский, Иоанн Дамаскин, Косма Маюмский, Герман Константинопольский и другие). По своей структуре Analecta Hymnica Graeca похожа на служебную минею: каждый том включает в себя каноны на один месяц года, начиная с сентября. Внутри тома каноны расположены по календарным дням.
Дополнением к Analecta Hymnica Graeca в 1996 году был выпущен двухтомный сборник канонов, составленный по рукописям IX—XVI веков из различных библиотек, включая монастырские собрания Синая, Афона и Метеор. В него вошло 899 канонов, из которых около 450 были ранее неизвестны, а остальные были известны лишь фрагментарно. При работе над сборником были выявлены 93 новых гимнографа, а также имена местночтимых святых (например, святые Димитрий Кроталеос, Георгий Арселаит и другие), сведения о чудесах (например, чудо архангела Михаила в Александрии при патриархе Феоне в III веке) и о праздниках (например, Собор Богоматери Фавстины в Александрийской церкви), не зафиксированные в других византийских источниках.